# Talara rufibasis
Talara rufibasis là một loài bướm đêm thuộc phân họ Arctiinae, họ Erebidae.